# Artemisia tilhoana
Espèce
Classification phylogénétique
Artemisia tilhoana est une espèce de plante à fleurs du genre Artemisa (les armoises) et de la famille des astéracées.
On la trouve notamment dans le Massif du Tibesti dans le Sahara central.